# Asparuch
Asparùch (o Ispor, Isperich, Esperich, Espererich, Aspar-hruk, Batij) (in bulgaro Аспарух?, o in altre fonti anche Испор, Есперих, Есперерих, Исперих, Аспар-хрук, Батий; 640 ca. – 700 ca.) fu sovrano di Bulgaria dal 681 al 701 e fondatore del Primo Impero bulgaro intorno al 680/81. La maggior parte degli studiosi moderni presuppone che portasse il titolo di Khan.
Durante un periodo di profonda crisi, Asparuch fondò il Primo Impero bulgaro, affermandone il ruolo sulla scena politica europea. Secondo la maggior parte degli studiosi sia bulgari sia stranieri, egli pose le fondamenta dello Stato bulgaro tra il 679 e il 681, stabilendosi nel territorio della provincia bizantina della Moesia Inferior. Alcuni medievalisti ritengono che esista una continuità tra la Grande Bulgaria Antica, conquistata dai Cazari nel 668, e lo Stato bulgaro sul Danubio creato da Asparuch nel 681.

## Origini
La cronaca medievale Nominalia dei khan bulgari attesta che Asparuch appartenesse al clan Dulo e che abbia regnato per circa 61 anni. Tuttavia, la storiografia moderna considera tale durata poco plausibile, preferendo interpretare i 61 anni come riferimento alla sua vita anziché al periodo di regno. Studi contemporanei, come quello di Mosko Moskov, indicano che Asparuch asovrano avrebbe regnato dal 668 al 695. Altri storici collocano la fine del suo regno intorno al 700-701, senza tuttavia riuscire tuttavia a concciliare queste ipotesi con le fonti antiche come il Nominalia. L'anno esatto della sua nascita non è noto, ma si presume sia morto intorno al 700 in una battaglia contro i Cazari.
Secondo fonti bizantine, Asparuch (detto anche Ispor Rex) era il terzogenito, dopo Batbajan e Kotrag, del sovrano bulgaro Kubrat, fondatore della cosiddetta Grande Bulgaria Antica, situata nelle steppe dell'attuale Ucraina.
Le principali informazioni biografiche su Asparuch si trovano nelle cronache di Teofane Confessore e di Niceforo I, patriarca di Constantinopoli.

## Nome
Il nome Asparuch è ritenuto di origine iraniana. Secondo alcuni storici, deriverebbe dalle parole medio-persiane “aspa” (cavallo) e “rukh” (anima, spirito), con il possibile significato di “colui che ha lo spirito di un cavallo”.  Diverse varianti del nome compaiono in fonti antiche: nella copia moscovita del Nominalia dei khan bulgari figurano i nomi Isperich e Spererich; in quella di Pietrogrado compaiono Isperich ed Esperich. Nella Cronaca apocrifa del XIII secolo, scoperta dallo studioso bulgaro Ivan Duychev, è attestata la forma Ispor. Nel tumulo di Voznešenka è stato rinvenuto un medaglione raffigurante un'aquila e un monogramma con delle rune proto-bulgare. Lo studioso bulgaro Plamen Tsonev ha interpretato il monogramma come Espor, lettura confermata anche dallo studioso ucraino-americano Omeljan Pritsak e dallo studioso bulgaro Petâr Dobrev.Curiosamente, Pritsak, basandosi su radici iraniche, ha associato il termine proprio al significato di "aquila". Dobrev, inoltre, sostiene che il suono "e" si trasformasse in "i", rendendo i nomi Espor e Ispor praticamente equivalenti.

## Biografia

### Attività fino al 680
Durante il lungo e prospero regno del padre Kubrat, fondatore della Grande Bulgaria Antica, Asparuch ricevette un'educazione politica e militare che gli permise di distinguersi. Secondo il manoscritto Cäğfär Taríxı - di  autenticità controversa e risalente al XVII secolo - Kubrat lo avrebbe nominato capo della tribù degli Onoguri. Alla morte del padre, Asparuch riconobbe formalmente il primogenito Batbajan come successoe, ma l'quilibrio dello stato venne presto infranto dagli attacchi dei Cazari nel 668. Di fronte alla crisi, i figli di Kubrat si separarono, guidando le proprio tribù in cerca di nuove terre sicure dove reinsediarsi.

L'evoluzione del delta di Danubio

In seguito alla conquista della Grande Bulgaria da parte dei Cazari nel 668, una parte delle tribù dei Kutriguri e degli Unogunduri, guidata da Asparuch, si spostò verso il Dnepr, dove si stabilì temporaneamente. Tuttavia, a causa della continua minaccia dei Cazari da est, il gruppo proseguì verso sud-ovest, raggiungendo il delta del Danubio intorno al 671. Inizialmente non si può presumere che Asparuch nutrisse ostilità verso l'Impero bizantino, presso i cui confini si insediò. Inseguito dai Cazari e consapevole della fragiliità della sua piccola orda, fu spinto a cercare un'alleanza con i Bizantini. La successiva traversata del Danubio avvenne con il consenso del governo imperiale, che concesse ai Proto-bulgari un insediamento nell'area attorno al delta del Danubio, probabilmente sull'isola oramai scomparsa di Peuce (Pevki), affidando loro compiti di sorveglianza.
Approfittando del momento di crisi interna dell'Impero, Asparuch cominciò a espandere progressivamente il proprio controllo in Mesia (Schitia minor). Raggiunto il punto più stretto tra il Danubio e il Mar Nero - odierno canale Danubio-Mar Nero - fu arrestato da una fortificazione bizantina, costituita da un bastione di terra e da un fossato. Nel frattempo, egli strinse un'importante alleanza difensiva con le sette tribù slave, fondando con loro una vera e propria federazione anti'bizantina. L'espansione dei suoi domini e il timore di una possibile subordinazione e inclusione degli slavi danubiani in una nuova unione tribale, spisero l'imperatore Costantino IV a lanciare una campagna contro i Proto-bulgari nel 680. 
In realtà, le ostilità risalgono al 672 anno in cui Asparuch conquistò  parte della Dobrugia Settentrionale., Tuttavia, il conflitto diretto fu rinviato poiché l'Impero bizantino era impegnato in un duro conflitto con il Califfato omayyade, culminato nell'assedio di Costantinopoli (674 - 678) da parte del califfo Mu'awiya ibn Abi Sufyan. Le cronache  bizantine riportano varie incursioni proto-bulgare nel territorio imperiale, ma il conflitto dell'Impero con gli Arabi a sud lo costrinse a una difesa passiva. La vittoria su questi ultimi permise infine a Costantino IV di volgere lo sguardo al nord e affrontare la crescenta minaccia di Asparuch.

### La battaglia di Ongal e l'espansione verso i Balcani

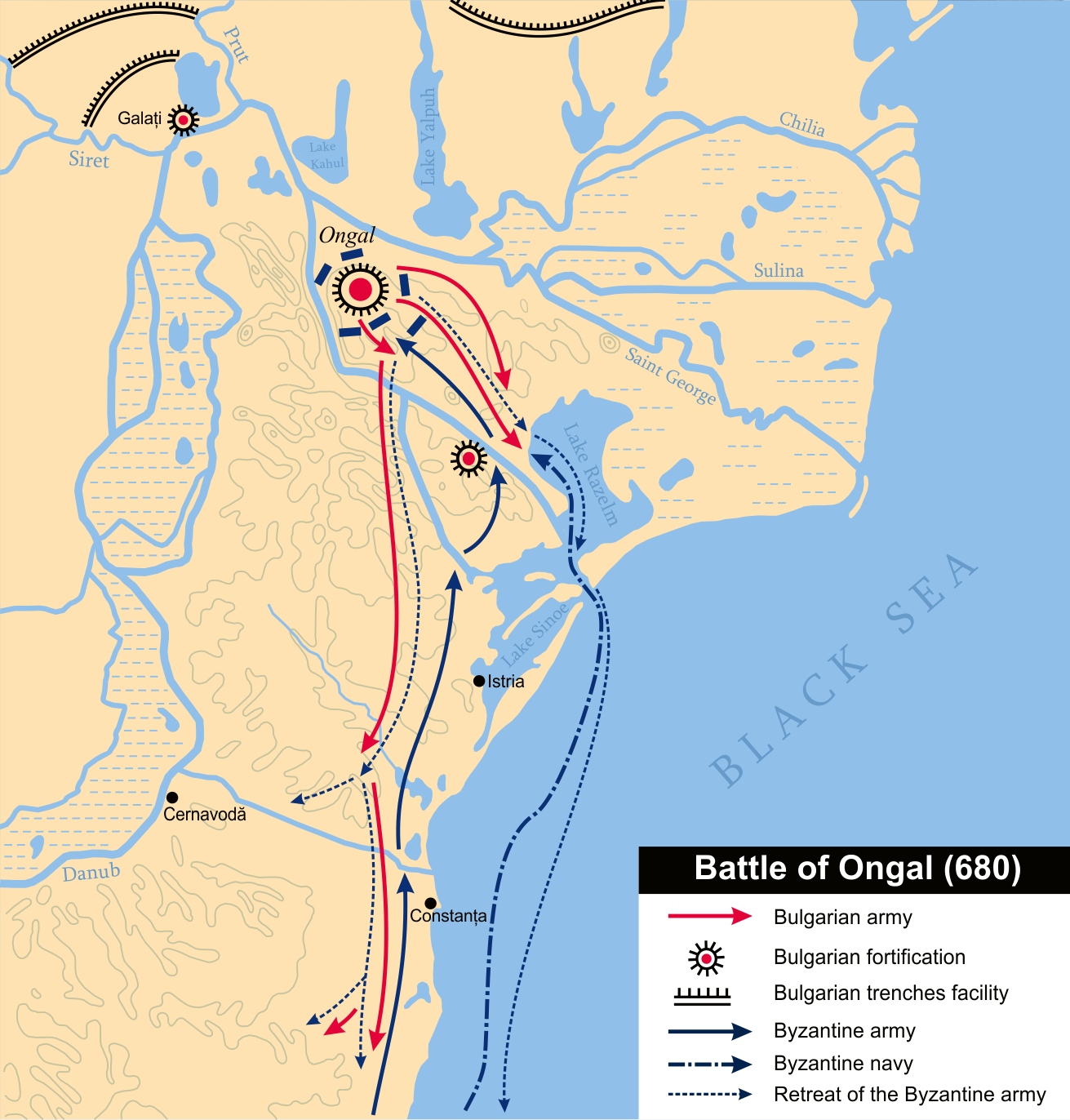
Mappa della battaglia di Ongal, nel delta del Danubio, con l'isola scomparsa di Peuce (Pevki). Su quest'isola si stabilirono i Proto-bulgari di Asparuch ed eressero la loro principale fortificazione al loro arrivo nei Balcani.

Nella primavera del 680, prima della decisiva battaglia di Ongal, l'esercito bizantino avanzò via terra e via mare verso il delta del Danubio. Di fronte alla superiorità numerica nemica, le forze filo-bulgare si ritirarono all'interno di  una fortificazione costruita sull'isola di Peuce (Pevki). La distanza dalle strutture centrali dell'Impero rese difficoltoso  il rifornimento, e l'assalto alla roccafore proto-bulgara si rivelò impraticabile. Iniziò così un assedio che si protrasse fino alla partenza dell’imperatore Costantino IV per Messembria, dovuta al peggioramento della sua gotta - evento che abbatté ulteriormente il morale delle truppe imperiali. Sebbene l’imperatore avesse ordinato una manovra diversiva per indurre i nemici a uscire dalla fortificazione, la sua assenza fu interpretata dai soldati come una fuga, generando uno stato di scoraggiamento. Asparuch colse l’occasione e lanciò un attacco inaspettato contro le truppe bizantine, riuscendo a sconfiggerle nonostante la loro superiorità numerica. Dopo la vittoria, avanzò verso sud, lasciando il delta del Danubio e dirigendosi verso le regioni balcaniche.
Asparuch attraversò il Danubio con un contingente del quale non si conoscono né il numero né l’origine etnica. La questione ha sollevato ampi dibattiti tra gli studiosi, ma ad oggi non è possibile formulare una stima precisa sul profilo demografico dei Proto-bulgari che lo seguirono.

### 681: Fondazione del Primo Impero bulgaro e governo

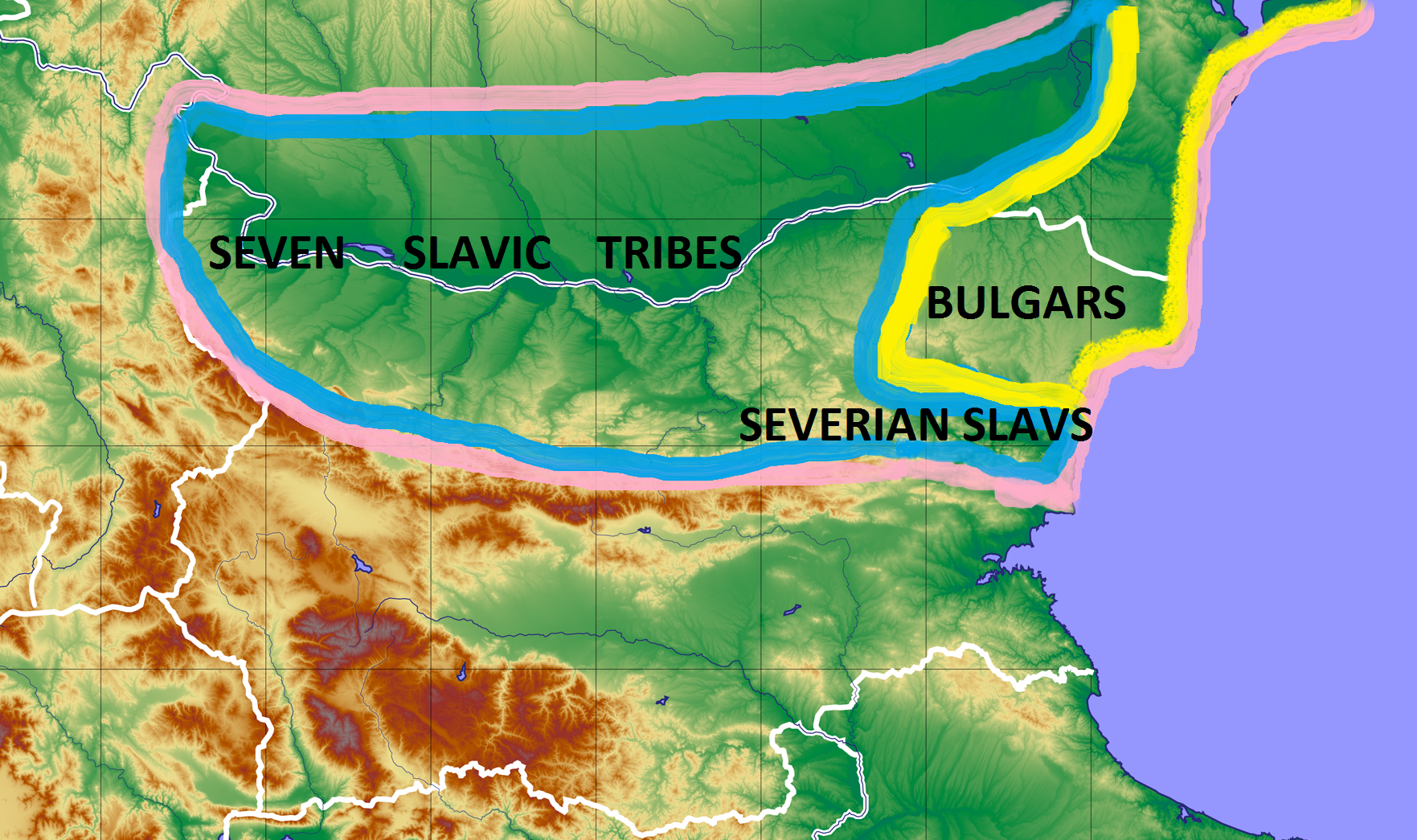
Mappa delle sfere di controllo tribale nello Stato bulgaro dopo la sua fondazione. I confini dello Stato bulgaro sono evidenziati in rosa. Le aree sotto il controllo diretto dei Proto-bulgari sono colorate in giallo, mentre le regioni amministrate autonomamente dalle tribù slave sono indicate in blu.

A seguito della ritirata bizantina, gran parte della Misia uscì dal controllo imperiale. Asparuch consolidò il proprio potere stringendo una preziosa alleanza militare e tribale con le sette tribù slave e i Severi, garantendosi così il sostegno del nord. Si fortificò nuovamente nella Schitia Minor, stabilendo una base solida per ulteriori operazioni.
Sfruttando abilmente il contesto politico e militare favorevole, Asparuch avviò incursioni graduali nelle regioni bizantine a sud dei Monti Balcani. Tale pressione spinse il governo bizantino a negoziare la pace, culminata nella primavera del 681 con la firma di un trattato a Costantinopoli. Costantino IV. Per limitare le perdite territoriali, l’imperatore Costantino IV scelse di trattare con gli invasori bulgari, accettando un accordo che prevedeva il pagamento annuale di un tributo. Con il trattato, l'Impero bizantino riconobbe alla Bulgaria il controllo sulla Moesia Inferior fino al fiume Iskăr, escludendo però la città di Odessus (l'attuale Varna) e il tratto costiero adiacente. In ogni caso, l’autorità bizantina risultava assente da queste terre a causa delle continue incursioni barbariche e delle ondate migratorie slave. Contestualmente, la Bulgaria si impegnò a interrompere le proprie incursioni oltre i Monti Balcani, e vennero delineate le relazioni commerciali tra le due potenze.

Dopo la firma del trattato, Asparuch mantenne la pace con l’Impero bizantino fino alla morte di Costantino IV, avvenuta nel 686.

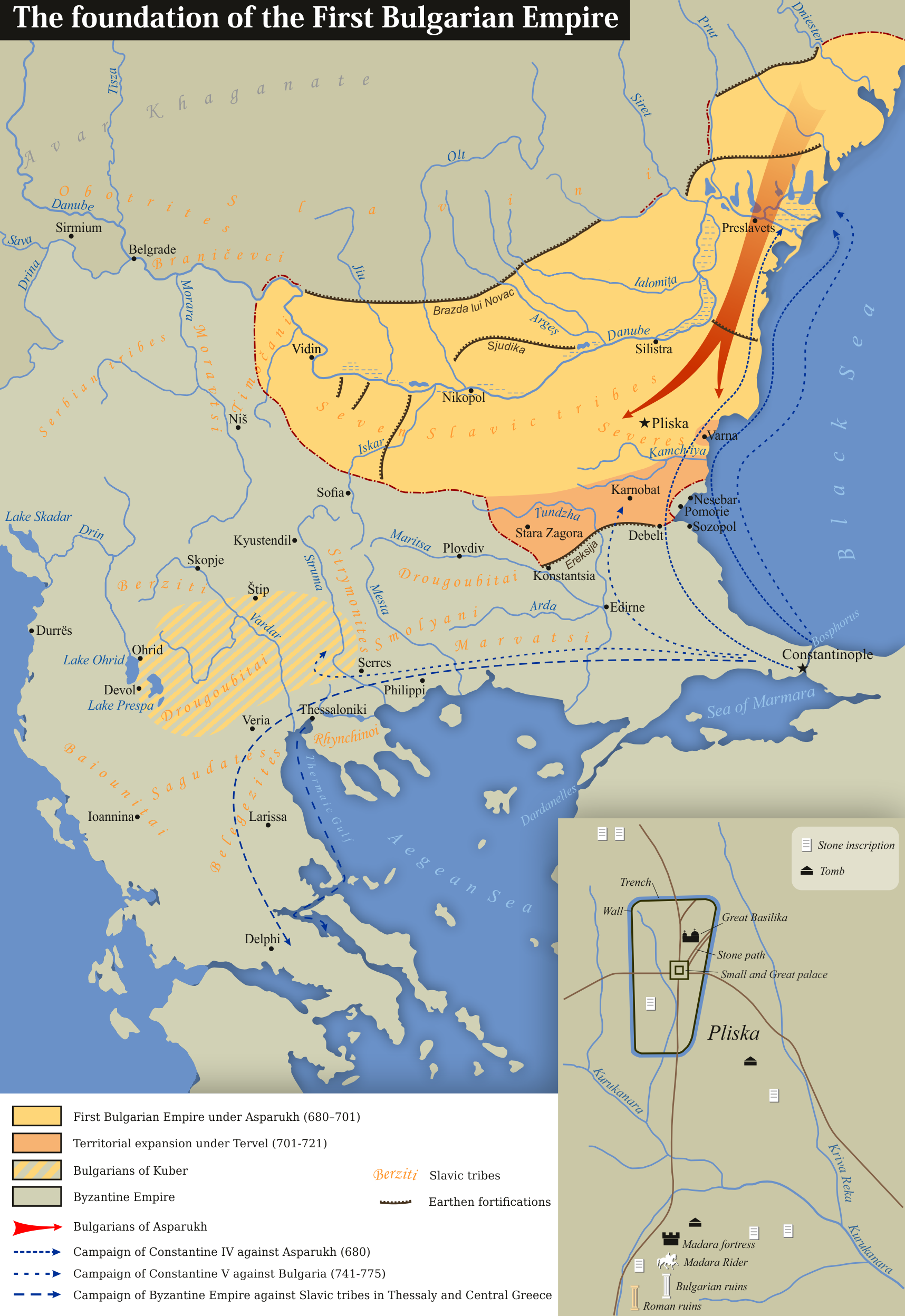
La fondazione del Primo impero bulgaro.

A sud, tuttavia, il trattato di pace siglato nel 681 scoraggiò solo temporaneamente le incursioni e i saccheggi proto-bulgari nella Tracia bizantina. Le fonti attestano un attacco più significativo avvenuto nel 688, quando le truppe bulgare colpirono i bizantini presso il delta del fiume Evros, mentre questi rientravano da una campagna nella Macedonia meridionale (guidata da Giustiniano II contro gli Slavi macedoni). L'esito della battaglia rimane incerto:  da parte di nessuno dei due schieramenti. Tuttavia, l’Impero bizantino riuscì a trasferire in Anatolia consistenti gruppi di Slavi, raggiungendo uno degli obiettivi strategici della campagna. Alcune fonti parlano invece di una controffensiva bizantina già nel 680, non direttamente collegata alla campagna contro gli Slavi. Secondo queste, le operazioni militari iniziarono nel 688 e proseguirono fino al 689–690, con un iniziale vantaggio bizantino. Ma durante il rientro, le truppe di Giustiniano II furono inseguite dai Proto-bulgari in Tracia e subirono una pesante sconfitta. Il conflitto non ebbe conseguenze durature per nessuna delle parti coinvolte.
Nel nord-ovest, la tensione tra Proto-bulgari e Avaririsaliva all'epoca di Kubrat. Ai tempi di Asparuch, le terre contese si estendevano tra il fiume Iskăr, i Monti Balcani, il fiume Olt e la catena dei Carpazi. Sebbene non siano noti i dettagli del conflitto,il successivo inglobamento di queste regioni nel territorio bulgaro suggerisce un esito favorevole alla Bulgaria.
In quel periodo la minaccia principale per l'integrità territoriale dello Stato bulgaro proveniva però da nord-est del Danubio, dal potente Gran Khanato di Khazaria. La difesa del confine lungo il fiume Dnepr (o, secondo alcuni studiosi, Dnestr) rappresentò una delle priorità della politica estera di Asparuch. Il gran numero di bastioni difensivi eretti in Dobrugia e in Valacchia testimonia l'intensità della minaccia khazara. È molto probabile che le ostilità tra i due stati siano state continue nel corso del periodo, e in diverse occasioni Asparuch intervenne direttamente nelle operazioni militari, specialmente nel settore occidentale.

### Morte

Monogramma sul petto dell'aquila d'argento del tesoro di Voznešenka, in Ucraina, la cui intrerpretazione rimane controversa. Secondo alcune ipotesi si tratterebbe dell'iscrizione greca "PETROY" (Petros), mentre altri studiosi ritengono che la scritta corrisponda al nome "Espor", interpretato come monogramma attribuibile al khan Asparuch.

Secondo l'apocrifo medievale "Racconto del profeta Isaia" (in bulgaro: „Сказание на пророк Исайя“) risalente all'XI secolo, Asparuch sarebbe caduto in battaglia contro gli "Ismaeliti sul Danubio" - un'espressione che gli storici tendono ad associare ai Cazari - durante una campagna bellica intorno all'anno 700. Alla sua morte, il potere passo nelle mani del figlio Tervel.
Il rinvenimento di una sepoltura sulle rive del fiume Dnepr, nei pressi del villaggio di Voznešenka (oggi parte della città ucraina di Zaporižžja), ha alimentato ipotesi sul possibile luogo di riposo del khan. Lo storico bulgaro Stefan Vaklinov sostiene che questa tomba possa appartenere proprio ad Asparuch, anche se l’associazione con i Proto-bulgari resta oggetto di dibattito.
Nel cosiddetto “Tesoro di Voznešenka” sono stati rinvenuti numerosi reperti in oro e argento, tra cui spicca una figura d'aquila d'argento. Secondo alcuni studiosi, i simboli incisi rappresenterebbero l'emblema della dinastia Dulo, a cui Asparuch appateneva. Particolarmente significativo è un monogramma in rune proto-bulgare che riporterebbe il nome “Espor”, ritenuto una variante del suo nome.
Nel 2007, in occasione di una cerimonia ufficiale, del terreno prelevato da Voznešenka è stato collocato solennemente nella Chiesa dei Quaranta Martiri nella città di Veliko Tarnovo, in Bulgaria. Tre anni più tardi, nel 2010, è stata inaugurata una targa commemorativa in onore di Asparuch nella stessa Zaporižžja, promossa da movimenti culturali bulgari impegnati nella tutela della memoria storica.

## Asparuch nella cultura

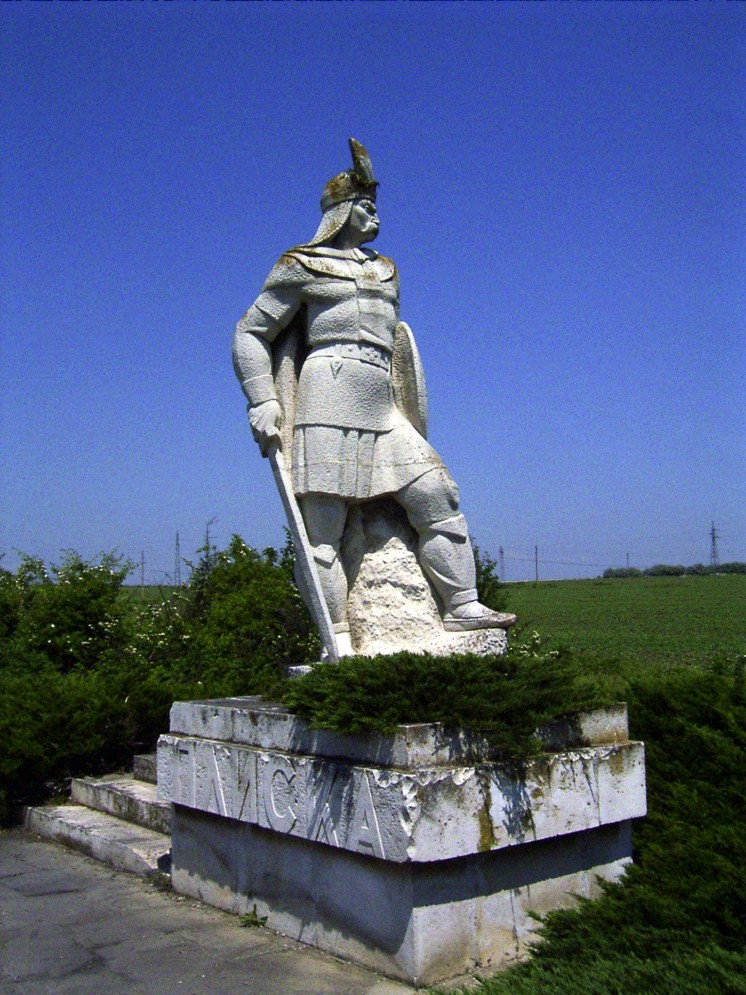
l monumento a Asparuch a Pliska, in Bulgaria.

Nel 2007, Asparuch è stato eletto al terzo posto nella prestigiosa classifica "I Grandi Bulgari", promossa dalla Televisione nazionale bulgara, a testimonianza della sua importanza storica e simbolica per la nazione;

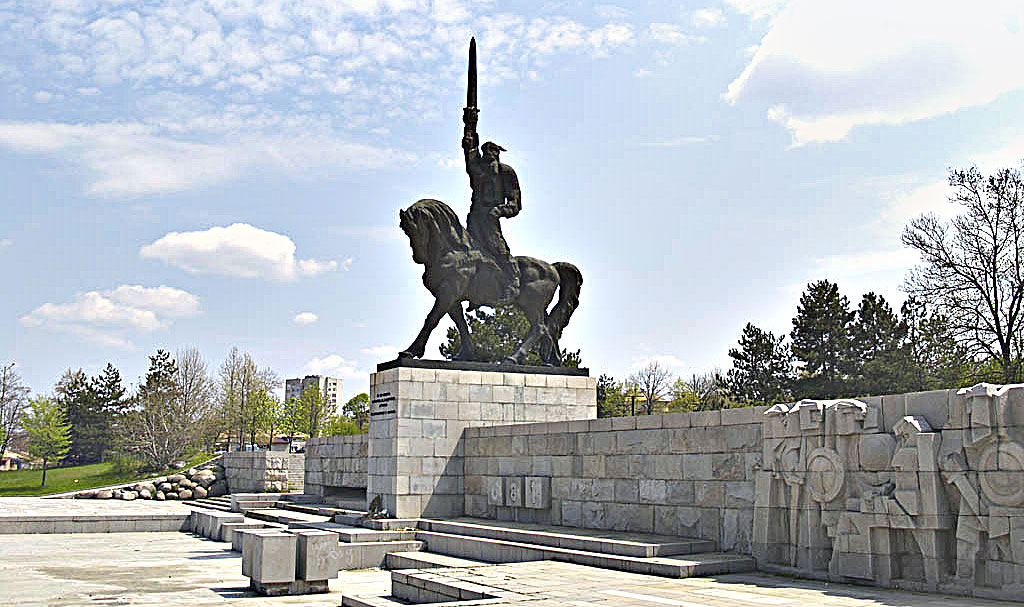
Il monumento a Asparuch a Dobrič, in Bulgaria.

La città bulgara di Isperih, che porta una delle varianti del suo nome, e solo uno dei tanti toponimi che lo celebrano: numerose strade in tutta la Bulgaria rendono omaggio al fondatore del primo Stato bulgaro.
La sua figura ha ispirato diverse opere letterarie e cinematografiche: il film epico “Khan Asparuch” del 1981 è considerato una pietra miliare del cinema bulgaro. Nel 1984, il film fu ridistribuito a livello internazionale con il titolo “681 AD: The Glory of Khan”, in una versione inglese condensata di 92 minuti rispetto alla monumentale durata originale di oltre cinque ore.
In tutta la Bulgaria sono stati eretti numerosi monumenti in suo onore, il più imponente dei quali si trova nella città di Dobrič, ma ve ne sono anche a Pliska e Strelča.
Tra le infrastrutture intitolate al sovrano, spicca il Ponte Asparuch a Varna, una delle costruzioni più grandi del Paese e un simbolo di ingegneria moderna che collega la città con la parte industriale.
Il Picco di Asparuch, sull'Isola Livingston, in Antartide, prende il suo nome.